# ستيغ نيلسون
ستيغ نيلسون (بالسويدية: Stig Nilsson)‏ (28 يوليو 1931 - 27 مايو 2008) هو لاعب كرة قدم سويدي في مركز الهجوم. لعب مع نادي مالمو.